# Simopteryx gygearia
Simopteryx gygearia là một loài bướm đêm trong họ Geometridae.